# Brayan Vera
Brayan Emanuel Vera Ramírez, noto semplicemente come Brayan Vera (San Luis, 15 gennaio 1999), è un calciatore colombiano, difensore del Real Salt Lake.

## Carriera

### Club
Esordisce nel 2018 nell'Itagui Leones, squadra militante nella Categoría Primera B, la seconda serie del campionato colombiano di calcio.
Il 13 giugno 2019 si trasferisce al Lecce in cambio di 800 000 euro. Esordisce in Serie A il 6 ottobre 2019, subentrando a Giannelli Imbula nei minuti finali della partita Atalanta-Lecce (3-1).
Il 5 ottobre 2020 viene ceduto in prestito al Cosenza, con cui esordisce il 25 ottobre, nella sfida di Serie B pareggiata in casa (1-1) contro il Lecce. Rientrato nel Salento alla fine della stagione, colleziona 2 presenze con il Lecce nel campionato di Serie B 2021-2022, per poi essere ceduto, il 4 marzo 2022, all'América de Cali con la formula del prestito. Il 27 ottobre 2022 viene perfezionata la cessione a titolo definitivo.
Il 13 febbraio 2023 si trasferisce al Real Salt Lake, club statunitense della Major League Soccer.

### Nazionale
Con la nazionale Under-20 colombiana ha preso parte al campionato sudamericano di categoria del 2019 e al campionato mondiale di categoria del 2019.
Nel dicembre 2023 viene convocato per la prima volta in nazionale maggiore, con cui esordisce l'11 del mese stesso nell'amichevole vinta 1-0 contro il Venezuela.

## Statistiche

### Presenze e reti nei club
Statistiche aggiornate al 1º febbraio 2022.
| Stagione               | Squadra                | Campionato             | Campionato | Campionato | Coppe nazionali | Coppe nazionali | Coppe nazionali | Coppe continentali | Coppe continentali | Coppe continentali | Altre coppe | Altre coppe | Altre coppe | Totale | Totale | Totale |
| Stagione               | Squadra                | Comp                   | Pres       | Reti       | Comp            | Pres            | Reti            | Comp               | Pres               | Reti               | Comp        | Pres        | Reti        | Pres   | Reti   |        |
| ---------------------- | ---------------------- | ---------------------- | ---------- | ---------- | --------------- | --------------- | --------------- | ------------------ | ------------------ | ------------------ | ----------- | ----------- | ----------- | ------ | ------ | ------ |
| 2017-2018              | Leones                 | SD                     | 1          | 0          | CC              | 0               | 0               | -                  | -                  | -                  | -           | -           | -           | 1      | 0      |        |
| 2018-2019              | Leones                 | SD                     | 3          | 1          | CC              | 1               | 0               | -                  | -                  | -                  | -           | -           | -           | 4      | 1      |        |
| Totale Leones          | Totale Leones          | Totale Leones          | 4          | 1          |                 | 1               | 0               |                    | -                  | -                  |             | -           | -           | 5      | 1      |        |
| 2019-2020              | Lecce                  | A                      | 8          | 0          | CI              | 1               | 0               | -                  | -                  | -                  | -           | -           | -           | 9      | 0      |        |
| 2020-2021              | Cosenza                | B                      | 22         | 0          | CI              | 2               | 0               | -                  | -                  | -                  | -           | -           | -           | 24     | 0      |        |
| 2021-mar. 2022         | Lecce                  | B                      | 2          | 0          | CI              | 1               | 0               | -                  | -                  | -                  | -           | -           | -           | 3      | 0      |        |
| Totale Lecce           | Totale Lecce           | Totale Lecce           | 10         | 0          |                 | 2               | 0               |                    | -                  | -                  |             | -           | -           | 12     | 0      |        |
| mar.-giu. 2022         | América de Cali        | A                      | 28         | 0          | CC              | 2               | 0               | -                  | -                  | -                  | -           | -           | -           | 30     | 0      |        |
| 2022-2023              | América de Cali        | A                      | 1          | 0          | CC              | -               | -               | -                  | -                  | -                  | -           | -           | -           | 1      | 0      |        |
| Totale América de Cali | Totale América de Cali | Totale América de Cali | 29         | 0          |                 | 2               | 0               |                    | -                  | -                  |             | -           | -           | 31     | 0      |        |
| Totale carriera        | Totale carriera        | Totale carriera        | 65         | 1          |                 | 7               | 0               |                    | -                  | -                  |             | -           | -           | 72     | 1      |        |

### Cronologia presenze e reti in nazionale
| Cronologia completa delle presenze e delle reti in nazionale ― Colombia | Cronologia completa delle presenze e delle reti in nazionale ― Colombia | Cronologia completa delle presenze e delle reti in nazionale ― Colombia | Cronologia completa delle presenze e delle reti in nazionale ― Colombia | Cronologia completa delle presenze e delle reti in nazionale ― Colombia | Cronologia completa delle presenze e delle reti in nazionale ― Colombia | Cronologia completa delle presenze e delle reti in nazionale ― Colombia | Cronologia completa delle presenze e delle reti in nazionale ― Colombia |
| Data                                                                    | Città                                                                   | In casa                                                                 | Risultato                                                               | Ospiti                                                                  | Competizione                                                            | Reti                                                                    | Note                                                                    |
| ----------------------------------------------------------------------- | ----------------------------------------------------------------------- | ----------------------------------------------------------------------- | ----------------------------------------------------------------------- | ----------------------------------------------------------------------- | ----------------------------------------------------------------------- | ----------------------------------------------------------------------- | ----------------------------------------------------------------------- |
| 11-12-2023                                                              | Fort Lauderdale                                                         | Colombia                                                                | 1 – 0                                                                   | Venezuela                                                               | Amichevole                                                              | -                                                                       |                                                                         |
| 16-12-2023                                                              | Los Angeles                                                             | Messico                                                                 | 2 – 3                                                                   | Colombia                                                                | Amichevole                                                              | -                                                                       | 61’                                                                     |
| Totale                                                                  |                                                                         | Presenze                                                                | 2                                                                       |                                                                         | Reti                                                                    | 0                                                                       |                                                                         |

| Cronologia completa delle presenze e delle reti in nazionale ― Colombia under 20 | Cronologia completa delle presenze e delle reti in nazionale ― Colombia under 20 | Cronologia completa delle presenze e delle reti in nazionale ― Colombia under 20 | Cronologia completa delle presenze e delle reti in nazionale ― Colombia under 20 | Cronologia completa delle presenze e delle reti in nazionale ― Colombia under 20 | Cronologia completa delle presenze e delle reti in nazionale ― Colombia under 20 | Cronologia completa delle presenze e delle reti in nazionale ― Colombia under 20 | Cronologia completa delle presenze e delle reti in nazionale ― Colombia under 20 |
| Data                                                                             | Città                                                                            | In casa                                                                          | Risultato                                                                        | Ospiti                                                                           | Competizione                                                                     | Reti                                                                             | Note                                                                             |
| -------------------------------------------------------------------------------- | -------------------------------------------------------------------------------- | -------------------------------------------------------------------------------- | -------------------------------------------------------------------------------- | -------------------------------------------------------------------------------- | -------------------------------------------------------------------------------- | -------------------------------------------------------------------------------- | -------------------------------------------------------------------------------- |
| 17-1-2019                                                                        | Rancagua                                                                         | Venezuela under 20                                                               | 1 – 0                                                                            | Colombia under 20                                                                | Sudamericano Sub-20 2019 - 1º turno                                              | -                                                                                |                                                                                  |
| 19-1-2019                                                                        | Rancagua                                                                         | Colombia under 20                                                                | 0 – 0                                                                            | Brasile under 20                                                                 | Sudamericano Sub-20 2019 - 1º turno                                              | -                                                                                |                                                                                  |
| 21-1-2019                                                                        | Rancagua                                                                         | Colombia under 20                                                                | 1 – 0                                                                            | Bolivia under 20                                                                 | Sudamericano Sub-20 2019 - 1º turno                                              | -                                                                                |                                                                                  |
| 25-1-2019                                                                        | Rancagua                                                                         | Cile under 20                                                                    | 0 – 1                                                                            | Colombia under 20                                                                | Sudamericano Sub-20 2019 - 1º turno                                              | -                                                                                |                                                                                  |
| 29-1-2019                                                                        | Rancagua                                                                         | Brasile under 20                                                                 | 0 – 0                                                                            | Colombia under 20                                                                | Sudamericano Sub-20 2019 - 2º turno                                              | -                                                                                |                                                                                  |
| 1-2-2019                                                                         | Rancagua                                                                         | Argentina under 20                                                               | 1 – 0                                                                            | Colombia under 20                                                                | Sudamericano Sub-20 2019 - 2º turno                                              | -                                                                                | 73’                                                                              |
| 4-2-2019                                                                         | Rancagua                                                                         | Ecuador under 20                                                                 | 1 – 0                                                                            | Colombia under 20                                                                | Sudamericano Sub-20 2019 - 2º turno                                              | -                                                                                |                                                                                  |
| 7-2-2019                                                                         | Rancagua                                                                         | Venezuela under 20                                                               | 0 – 2                                                                            | Colombia under 20                                                                | Sudamericano Sub-20 2019 - 2º turno                                              | -                                                                                | 30’, 90+3’                                                                       |
| 23-5-2019                                                                        | Łódź                                                                             | Polonia under 20                                                                 | 0 – 2                                                                            | Colombia under 20                                                                | Mondiali Under-20 2019 - 1º turno                                                | -                                                                                | 43’                                                                              |
| 26-5-2019                                                                        | Lublino                                                                          | Senegal under 20                                                                 | 2 – 0                                                                            | Colombia under 20                                                                | Mondiali Under-20 2019 - 1º turno                                                | -                                                                                |                                                                                  |
| 29-5-2019                                                                        | Lublino                                                                          | Colombia under 20                                                                | 6 – 0                                                                            | Tahiti under 20                                                                  | Mondiali Under-20 2019 - 1º turno                                                | -                                                                                | 46’                                                                              |
| 2-6-2019                                                                         | Łódź                                                                             | Colombia under 20                                                                | 1 – 1 dts (6 – 5 dtr)                                                            | Nuova Zelanda under 20                                                           | Mondiali Under-20 2019 - Ottavi di finale                                        | -                                                                                |                                                                                  |
| 7-6-2019                                                                         | Łódź                                                                             | Colombia under 20                                                                | 0 – 1                                                                            | Ucraina under 20                                                                 | Mondiali Under-20 2019 - Quarti di finale                                        | -                                                                                |                                                                                  |
| Totale                                                                           |                                                                                  | Presenze                                                                         | 13                                                                               |                                                                                  | Reti                                                                             | 0                                                                                |                                                                                  |